# Васильєв Вадим Васильович
Васи́льєв Вади́м Васи́льович (нар. 29 листопада 1933, Красноград Харківської області) — український театральний актор. Народний артист України (1993).

## Життєпис
Народився 29 листопада 1933 року в Краснограді Харківської області. Син — Н. Байкової.
У 1953 закінчив культурно-освітній технікум у місті Олександрія Кіровоградської області
1957–1966 — актор Кіровоградського українського музично-драматичного театру ім. М. Кропивницького,
1966–1967 — актор Закартпатського українського музично-драматичного театру.
З 1967 — актор Чернігівського українського музично-драматичного театру ім. Т. Шевченка.
Вадим Васильєв — «актор широкого творчого діапазону. Йому однаково підвладні ролі від глибокого драматично-трагедійного звучання до комедійно-гротескового.»
Заслужений артист УРСР з 1974 року. Народний артист України з 1993 року.

## Ролі
- Попандопуло («Весілля в Малинівці» О. Рябова)
- Попович («Сорочинський ярмарок» О. Рябова)
- Голохвостий («За двома зайцями» М. Старицького)
- Мартин Боруля («Мартин Боруля» І. Карпенка-Карого)
- Карфункель («Майстри часу» І. Кочерги)
- Левко («Ніч на Івана Купала» М. Старицького)
- Стецько («Сватання на Гончарівці» Г. Квітки-Основ'яненка)
- Хлестаков («Ревізор» М. Гоголя)
- Труффальдіно («Слуга двох панів» К. Ґольдоні)
- Лейві Мозговоєр («О'кей, Мойшо!» Я. Цегляра)
- Келін («Святая святих» Й. Друце)
- Акоп («Витівки Хануми» А. Цагарелі)
- Боні («Сільва» І. Кальмана)
- Зупан («Маріца» І. Кальмана)
- Альфред Дулітл («Моя чарівна леді» композитора Ф. Лоу за п'єсою Б. Шоу)
- Лісовик («Лісова пісня» за Л. Українкою)
- Андронаті («У неділю рано зілля копала» за О. Кобилянською)
- Подмьоткін («Під чорною маскою» Л. Лядової)
- Антоніо Еспозіто («Вуличний бродяга» Р. Вівіані)

## Нагороди
- 1974 — Заслужений артист УРСР
- 1976 — Грамота Президії Верховної Ради УРСР
- 1993 — Народний артист України
- 2001 — Орден «За заслуги III ступеня»
- 2003 — Грамота Верховної Ради України
- 2003 — Почесна Відзнака Міністерства культури України